# Surviving Evil (film)
Pour plus de détails, voir Fiche technique et Distribution.
Surviving Evil est un film britannico-sud-africain réalisé par Terence Daw, sorti en 2009.

## Synopsis
Une équipe de six personnes débarque sur une île des Philippines pour tourner un documentaire sur une tribu locale. Elle va être la cible d'attaques d'aswangs, redoutables créatures du folklore philippin mangeuses de chair humaine.

## Fiche technique
- Titre original : Surviving Evil
- Titre alternatif : Evil Island [1]
- Réalisation : Terence Daw
- Scénario : Terence Daw
- Photographie : Mike Downie
- Montage : Adam Recht
- Musique : Colin Baldry et Tom Kane
- Pays d'origine :  Royaume-Uni,  Afrique du Sud
- Langue originale : anglais
- Format : couleur - 1,85:1
- Genre : horreur
- Durée : 90 minutes
- Dates de sortie : 
  -  Afrique du Sud : 10 juillet 2009
  -  Royaume-Uni : 2 octobre 2009

## Distribution
- Billy Zane : Sebastian "Seb" Beazley
- Christina Cole : Phoebe Drake
- Natalie Mendoza : Cecilia "Chill" Reyes
- Louise Barnes (en) : Rachel Rice
- Colin Moss: Dexter "Dex" Simms
- Joel Torre : Joey "Tito" Valencia

## Production
Le tournage a commencé en mars 2008 et a duré cinq semaines. Il s'est déroulé en Afrique du Sud dans la réserve naturelle  Kenneth Stainbank, près de Durban, et sur une plage près d'Umkomaas.

## Accueil
Le film recueille des critiques allant généralement de mitigées, à négatives,, les principaux reproches qui lui sont faits étant sa première moitié quasiment dénuée d'action et ses personnages stéréotypés.